# العوشة (الشغادرة)

تعديل مصدري - تعديل

العوشة هي إحدى قرى عزلة المعطن بمديرية الشغادرة التابعة لمحافظة حجة، بلغ تعداد سكانها 341 نسمة حسب تعداد اليمن لعام 2004.